# Goryphus evanescens
Goryphus evanescens là một loài tò vò trong họ Ichneumonidae.